# 언리미티드 사가
《언리미티드 사가》(Unlimited Saga, アンリミテッド:サガ)는 일본 개발사 스퀘어(2003년 스퀘어 에닉스로 사명 변경)가 제작한 2002년 롤플레잉 비디오 게임이다. 《사가》 시리즈 아홉 번째 작품으로, 2002년 12월 일본서 처음 출시됐다. 유럽 지역에선 아타리 유럽, 대한민국에선 일렉트로닉 아츠가 배급을 담당했다.
7명의 플레이어 캐릭터 중 하나를 주인공으로 선택해 진행하며, '7대 경이'의 비밀을 밝히기 위한 여행이 주된 이야기이다. 전작 《사가》들의 비선형 진행 방식 및 기술 레벨 향상과 보드 게임식 탐험을 합친 게임플레이가 특징이다.
《언리미티드 사가》는 일본 지역에서 50만 장, 서양에선 13만 장의 판매량을 기록했다.

## 개발
2002년 7월, 스퀘어는 《언리미티드 사가》를 처음 공개했다.

## 반응
《언리미티드 사가》는 출시 당시 196,471장의 판매량을 기록해, 일본 판매량 순위에서 《포켓몬스터 루비·사파이어》의 다음인 3위를 차지했다. 그 해 말까지 판매량은 27만 장을 초과했다.